# Оксид-хлорид висмута
Окси́д-хлори́д ви́смута, также висмута(III) оксид-хлорид или висмута хлоро́кись; ранее часто: висмути́ла хлорид или висмути́л хло́ристый — неорганическое соединение металла висмута с формулой BiOCl, белые кристаллы, слабо растворимые в воде.

## Получение
- В природе, в зонах окисления рудных месторождений висмутового блеска или самородного висмута по всему миру встречается вторичный минерал бисмоклит — оксид-хлорид висмута (BiOCl).

- Действие хлоридов щелочных металлов на раствор нитрат или сульфат висмута:

{\displaystyle {\mathsf {Bi(NO_{3})_{3}+NaCl+H_{2}O\ {\xrightarrow {}}\ BiOCl\downarrow +NaNO_{3}+2HNO_{3}}}}
- Гидролиз или окисление хлорида висмута(III):

{\displaystyle {\mathsf {BiCl_{3}+H_{2}O\ {\xrightarrow {T}}\ BiOCl+2HCl}}}
{\displaystyle {\mathsf {2BiCl_{3}+O_{2}\ {\xrightarrow {250-350^{o}C}}\ 2BiOCl+2Cl_{2}}}}
● Гидролиз хлорида висмута(I):
{\displaystyle {\ce {2BiCl + H2O ->Bi + BiOCl + 2HCl}}}

## Физические свойства
Оксид-хлорид висмута(III) — далеко не единственное соединение, состоящее из атомов трёх элементов: висмута, кислорода и хлора. Однако из всех оксохлоридов висмута наиболее широко исследован именно BiOCl (M = 260,432). Он представляет собой бесцветный кристаллический порошок, очень слабо растворимый в воде (8-10 моль/л), но хорошо растворимый в минеральных кислотах. При 1035 °C под давлением оксохлорид висмута плавится в запаянной ампуле, не разлагаясь и превращается в бесцветную жидкость. Однако при нагревании на воздухе или инертной атмосфере при обычном давлении он, начиная с ~720 °C, начинает постепенно диссоциировать с улетучиванием хлорида и образованием других оксохлоридов, в которых отношение висмута к хлору значительно больше единицы, вплоть до оксида.:179
Оксид-хлорид висмута образует белые кристаллы тетрагональной сингонии, пространственная группа P 4/nmm, параметры ячейки a = 0,3897 нм, c = 0,7362 нм, Z = 2. Слабо растворим в воде, p ПР = 35,47.

## Химические свойства
- Разлагается при нагревании:

{\displaystyle {\mathsf {3BiOCl\ {\xrightarrow {575-600^{o}C}}\ Bi_{2}O_{3}+BiCl_{3}}}}
- Медленно реагирует с кислотами:

{\displaystyle {\mathsf {BiOCl+3HCl\ {\xrightarrow {}}\ H[BiCl_{4}]+H_{2}O}}}
{\displaystyle {\mathsf {2BiOCl+3H_{2}SO_{4}\ {\xrightarrow {100^{o}C}}\ Bi_{2}(SO_{4})_{3}+2HCl\uparrow +2H_{2}O}}}
- Реагирует с щелочами:

{\displaystyle {\mathsf {2BiOCl+2NaOH\ {\xrightarrow {}}\ Bi_{2}O_{3}+2NaCl+H_{2}O}}}

## Применение
Оксохлорид висмута применяется в медицинской диагностике в качестве местного рентгеноконтрастного средства для улучшения качества сканирования. Кроме того, в производстве косметических средств бисмоклит используется как улучшающая добавка, он придаёт перламутровый блеск губной помаде, лаку для ногтей и теням для глаз. В химической промышленности в процессе крекинга углеводородов оксохлорид висмута употребляется в качестве катализатора.
В единой товарной номенклатуре внешнеэкономической деятельности Евразийского Экономического Союза отдельным пунктом значится висмутил хлорид (BiClO), белый порошок, который употребляется в качестве пигмента («перламутровый белый») при изготовлении искусственного жемчуга.